# Catedral Metropolitana de Ribeirão Preto
A Catedral Metropolitana de Ribeirão Preto ou Catedral São Sebastião é a principal igreja católica da cidade paulista de Ribeirão Preto. O prédio da Catedral, juntamente com seu entorno, foi tombado pelo Condephaat em 2014. A entrada da Catedral localiza-se na rua Florêncio de Abreu, entre as ruas Tibiriçá e Visconde de Inhaúma, no centro de Ribeirão Preto.

## História
A primeira Igreja de Ribeirão Preto, também chamada de “velha Matriz”, começou a ser construída em 1866 e ficou pronta em 1870. Ficava na hoje praça XV de Novembro.
No final dos anos 1900, depois que as torres da Matriz ruíram, a população se mobiliza para dotar a cidade de uma Matriz “a altura de sua importância”.
Em 1892, é formada a primeira comissão encarregada de construir uma nova Igreja. Entre seus membros, o “rei do Café” coronel Francisco Schmidt e o também fazendeiro Manoel da Cunha Diniz Junqueira, que muito tempo depois terá seus restos transladados para a Catedral.

## Benção
Em 21 de outubro de 1893, de forma solene, é dada a benção e lançada pedra fundamental da nova Matriz, no “largo do cemitério velho” – referência ao cemitério que existiu naquela área, provavelmente na década de 1870. A planta é oferecida por José Alves Guimarães Junior. No livro “Subsídios para a História Religiosa de Ribeirão preto (Cúria Metropolitana, 1973), o falecido monsenhor João Lauriano conta como essa cerimônia foi registrada no Livro do Tombo:
“(...) O Reverendo Pároco Joaquim Antônio de Siqueira deu começo a Bênção solene, segundo o Ritual Romano, da pedra fundamental, e depois da Benção foram depositados na concavidade da mesma pedra diversas moedas, jornais e bem assim o presente auto” (Livro do Tombo fls. 66 verso e 67).
Mas monsenhor Siqueira adoece, deixa Ribeirão Preto para tratamento de saúde em 1895. Seu substituto chega a lançar os alicerces mas a obra para por falta de dinheiro. A Câmara Municipal manda então enterrar os alicerces.

## De volta
Em 1900 monsenhor Siqueira retoma o posto de vigário de Ribeirão Preto e é formada nova comissão, com as presenças do coronel Schmidt e do também coronel Joaquim da Cunha Diniz Junqueira. Os recursos deixados pela comissão anterior somavam 43 contos de réis - o dinheiro foi utilizado na reabertura dos alicerces e na compra de ações da Companhia Mogiana de Estradas de Ferro.
Em novembro de 1900, numa reunião da comissão na casa do cel. Schmidt, os integrantes discutem qual o melhor local para a nova Matriz. Parte defende a construção no agora largo 13 de Maio (antigo largo do Cemitério Velho). Outros preferiam a praça XV, onde estava a velha Matriz. As duas propostas vão a voto e vence o Largo 13 de Maio.
Abre-se então uma concorrência para a escolha do projeto (base entre 400 e 500 contos de réis).
Em Janeiro de 1901, no Teatro Carlos Gomes, aconteceu a reunião para julgamento das 33 plantas encaminhadas por 25 engenheiros e arquitetos. O júri técnico, formado pelos engenheiros residentes em Ribeirão Preto, Rufino A. de Almeida, Aniceto Mazzoni e Afonso Geribello, indica não um vencedor, mas dois finalistas: Victor Dubugras e Carlos Ekman.
Por fim, a comissão decidiu-se pelo projeto do sueco Ekman, um dos introdutores do neoclassicismo no Brasil (Vila Penteado, São Paulo, 1902)..

## De novo, parado
Quando tudo parecia que ia engrenar, a sonhada construção não começa – não há dinheiro em caixa. Passam-se dois anos (1901 e 1902) e só em janeiro de 1903 a comissão volta a se reunir – mas falta quórum. Logo em seguida uma epidemia de febre amarela literalmente esvazia Ribeirão Preto - a maior parte dos habitantes foge para as fazendas.
A comissão volta a ter uma reunião em fevereiro de 1904. Naquele início de ano discute-se em toda a cidade – e na Câmara Municipal – a ampliação do “jardim do Dr. Loyola”, inaugurado em 1901. Mas como ampliar o jardim (origem da praça XV) sem antes remover a velha Igreja Matriz? O prefeito Floriano Leite Ribeiro e o Bispo de São Paulo fazem um acordo e a Câmara desapropria a velha matriz por 50 contos de réis.

## Nova pedra fundamental
No dia 3 de março de 1904 é novamente lançada a pedra fundamental da futura Matriz. Em dezembro daquele ano são concluídos os alicerces e em maio de 1905 é celebrada uma missa campal no local.
As paredes são levantadas entre 1905 e 1908. Em fevereiro de 1909 dom Alberto José Gonçalves toma posse como primeiro bispo – a cerimônia acontece na Igreja São José (um acanhado prédio na rua Álvares de Cabral, 55, estava servindo de matriz provisória, já que a velha havia sido demolida em 1905).
E em 21 de março de 1909 dom Alberto “benze as partes concluídas (artigo “Subsídios para a História de Ribeirão Preto”, de Plínio Travassos dos Santos, Diário de Notícias, 19/06/1956) e a nova Matriz assume o papel de palco maior da vida católica na cidade.

## Tumba
Informações sobre a Catedral
- Além de templo, a Catedral Metropolitana é também uma tumba honorífica. Lá estão sepultados todos os bispos e arcebispos que faleceram no cargo, e mais monsenhor João Lauriano, Vigário-Geral da Diocese de 1927 até a sua morte na década de 70. Estão enterrados sob o piso da Catedral Dom Alberto José Gonçalves, Dom Luis do Amaral Mousinho, Dom Felício César da Cunha Vasconcelos OFM , Dom Bernardo José Bueno Mieli, Dom Romeu Alberti, Dom Arnaldo Ribeiro e Dom Joviano de Lima Junior SSS.
- Há alguns anos, durante obras de reforma, foi localizado um túmulo, com os despojos de um casal de fazendeiros dos primórdios da cidade: Manoel da Cunha Diniz Junqueira (06/01/1847-12/04/1895), membro da primeira comissão de obras da Catedral, aquele constituída em 1892 e que não deu certo, e sua esposa Emerenciana Constança Junqueira (falecida a 07/12/1905). Os restos foram transladados para a Catedral anos após sua conclusão. Dom Arnaldo Ribeiro, arcebispo emérito, deu ordens para que a reforma continuasse sem tocar no túmulo.
- As obras de construção da Catedral começaram em 1905 sob o comando do italiano Emilio Fagnani. Nascido em 1870, em Pescopennataro, ele chegou ao Brasil em 1887. Arquiteto de formação, foi contratado como empreiteiro pela comissão de obras da Catedral, mas não viveu o suficiente para vê-la pronta – em 6 de julho de 1906, aos 35 anos, vistoriava uma fazenda do coronel Francisco Schmidt procurando uma nascente para captar a água do abastecimento público, quando sofreu uma queda fatal do cavalo – morreu por traumatismo abdominal.
- Entre os bens da Catedral, talvez o mais valioso seja o conjunto de pinturas nas paredes e telas retratando a vida de São Sebastião, o padroeiro da cidade. O pintor Benedicto Calixto de Jesus levou seis anos (1916 a 1922) para completar a encomenda recebida do bispo dom Alberto José Gonçalves, que havia sido seu aluno no Seminário Episcopal de São Paulo. Calixto chegava de trem para trabalhar na Catedral, nas pinturas das paredes, ficando hospedado no Palácio Episcopal, residência de dom Alberto. Já as telas da vida de São Sebastião chegaram uma de cada vez, de trem, vindas de Santos, do ateliê do pintor.